# Loi de Bradford
Pour les articles homonymes, voir Bradford (homonymie).
Ne doit pas être confondu avec Loi de Benford.
La loi de Bradford a été formulée par Samuel C. Bradford en 1934. Elle est relative à la performance des recherches bibliographiques dans les revues scientifiques. Un article d'Yves-François Le Coadic en donne la traduction suivante :
| Si, dans un domaine scientifique donné, sur une thématique donnée, les périodiques scientifiques sont rangés par ordre décroissant [de nombre] d’articles publiés, il existe un nombre {\displaystyle q} (supérieur à 1) et un nombre {\displaystyle r} de périodiques tels que si l’on regroupe les revues en considérant les {\displaystyle r} premiers, puis les {\displaystyle rq} suivants, puis les {\displaystyle rq^{2}} suivants …(soit la progression géométrique {\displaystyle r,rq,rq^{2}...rq^{i}...}), alors on observe que chaque groupe de revues contient le même nombre d’articles. |